# 維拉穆唐
4°35′45″N 60°10′4″W / 4.59583°N 60.16778°W

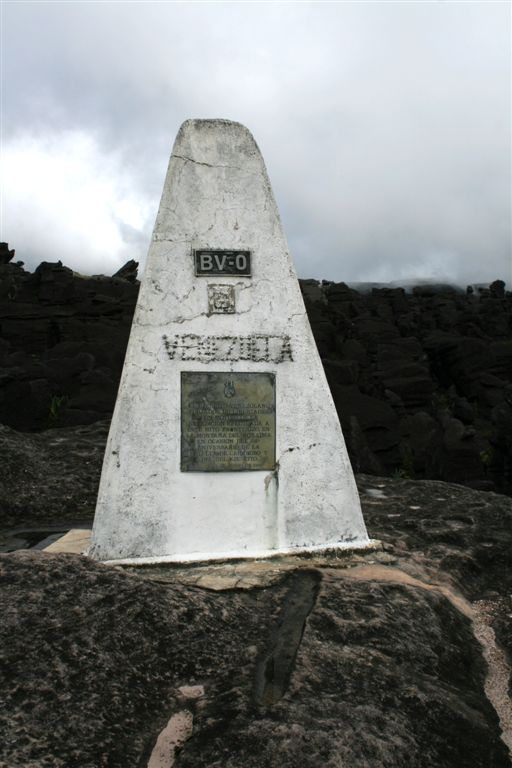
維拉穆唐

維拉穆唐（葡萄牙語：Uiramutã），是巴西的城鎮，位於該國北部，由羅賴馬州負責管轄，始建於1995年10月17日，面積8,066平方公里，海拔高度804米，2014年人口9,309，人口密度每平方公里0.87人。